# Helen Troke
Helen Troke, MBE, (* 7. November 1964 in Southampton, verheiratete Helen Alcock) ist eine ehemalige englische Badmintonspielerin. 

## Karriere
Helen Troke gewann 1982 den Europameistertitel im Dameneinzel und ebenfalls Gold mit dem Team. Ein Jahr später holte sie sich Bronze bei der Weltmeisterschaft. 1984 wurde sie noch einmal Europameisterin im Einzel und mit der Mannschaft. 1986 siegte sie zum dritten Mal in Folge bei der EM im Einzel.

## Erfolge
| Saison | Veranstaltung                             | Disziplin   | Platz | Name |
| ------ | ----------------------------------------- | ----------- | ----- | --- |
| 1980   | Hungarian International                   | Dameneinzel | 1     | Helen Troke |
| 1981   | Junioren-Europameisterschaft              | Dameneinzel | 1     | Helen Troke |
| 1981   | Silver Bowl                               | Damendoppel | 1     | Sally Leadbeater / Helen Troke |
| 1981   | Irish Open                                | Dameneinzel | 1     | Helen Troke |
| 1981   | Northumberland International              | Dameneinzel | 1     | Helen Troke |
| 1982   | England: Einzelmeisterschaft der Junioren | Dameneinzel | 1     | Helen Troke |
| 1982   | Europameisterschaft                       | Mannschaft  | 1     | England (Martin Dew, Gillian Gilks, Mike Tredgett, Nora Perry, Gillian Clark, Helen Troke, Karen Bridge, Nick Yates, Ray Stevens, Steve Baddeley) |
| 1983   | Weltmeisterschaft                         | Dameneinzel | 3     | Helen Troke |
| 1983   | Swedish Open                              | Dameneinzel | 1     | Helen Troke |
| 1983   | Junioren-Europameisterschaft              | Dameneinzel | 1     | Helen Troke |
| 1984   | Dutch Open                                | Dameneinzel | 1     | Helen Troke |
| 1984   | Europameisterschaft                       | Dameneinzel | 1     | Helen Troke |
| 1984   | Europameisterschaft                       | Mannschaft  | 1     | England (Steve Baddeley, Helen Troke, Sally Podger, Martin Dew, Mike Tredgett, Karen Beckman)                                                     |
| 1984   | Thailand Open                             | Damendoppel | 2     | Helen Troke / Gillian Gowers |
| 1984   | Welsh International                       | Damendoppel | 1     | Helen Troke / Karen Chapman |
| 1984   | Thailand Open                             | Dameneinzel | 1     | Helen Troke |
| 1985   | Welsh International                       | Damendoppel | 1     | Gillian Gilks / Helen Troke |
| 1986   | Europameisterschaft                       | Dameneinzel | 1     | Helen Troke |
| 1986   | England: Einzelmeisterschaften            | Dameneinzel | 1     | Helen Troke |
| 1986   | England: Einzelmeisterschaften            | Damendoppel | 1     | Helen Troke / Gillian Gowers |
| 1986   | Dutch Open                                | Damendoppel | 1     | Helen Troke / Gillian Gowers |
| 1987   | Scottish Open                             | Damendoppel | 1     | Gillian Gowers / Helen Troke |
| 1989   | German Open                               | Dameneinzel | 1     | Helen Troke |
| 1990   | Europameisterschaft                       | Dameneinzel | 3     | Helen Troke |
| 1990   | Scottish Open                             | Dameneinzel | 1     | Helen Troke |